# PCL-171
Le PCL-171 est un obusier automoteur de 122 mm qui est entré en service en 2020 et est monté sur un camion 6x6  utilisé par la force terrestre de l'Armée populaire de libération.

## Développement
Le PCL-171 a fait sa première apparition publique dans un reportage de CCTV lors d'un exercice en décembre 2020. Selon les informations disponibles, il est entré en service au second semestre 2020.
Il a été conçu comme une plate-forme encore plus mobile et légère pour compléter le PCL-161, basé sur un châssis de camion plus grand mais également équipé d'un obusier de 122 mm. Il a été pensé pour être très léger et mobile afin de pouvoir être utilisé facilement en haute montagne comme dans la chaine de l'Himalaya ou dans le Tibet.
En 2007 un obusier automoteur très similaire basé sur un véhicule 6x6 avait été developpé par le Chine, le SH-2 mais ce dernier n'est jamais entré en service pour des raisons financières et techniques. Le developpement du PCL-171 s'inscrit dans la stratégie Chinoise d'uniformisation de sa flotte de véhicule. Ce nouveau véhicule est basé sur un Dongfeng Mengshi 6×6 CTL181A qui sert de base à de nombreux véhicules Chinois. La série CTL181/CTL181A comprend plusieurs variantes conçues à des fins spécifiques, telles qu'un lanceur de missiles antichar, un camion de mortier de 120 mm, un système de lance-roquettes multiples (MLRS) de 122 mm, une variante de pont mobile, un lanceur de drone et un véhicule anti aérien.

## Conception
Chaque batterie se compose de 6 canons PCL-171, de véhicules de commandement, de véhicules de ravitaillement, de véhicules de reconnaissance et d'autres équipements. Le PCL-171 est basé sur le châssis du véhicule d'assaut Dongfeng Mengshi 6×6, en particulier la variante CTL181A. Certains des véhicules non armés sont basés sur des véhicules blindés Dongfeng Mengshi CTL181A 4×4, avec au moins deux variantes en service. Les véhicules sont propulsés par un moteur diesel de fabrication chinoise YC6DV1 V6 générant 295 chevaux. Pour fonctionner à plein potentiel le PCL-171 doit avoir un équipage de 4 personnes.
Le véhicule de commandement est équipé d'un équipement de communication monté sur le véhicule tandis que le véhicule de reconnaissance est équipé d'un système radar de contre-batterie, comprenant une antenne radar et un viseur optoélectronique monté sur un mât élévateur.
Le PCL-171 utilise un obusier modifié type 96 qui est une copie Chinoise de l'obusier soviétique D-30. L'obusier a une portée de tir maximale de 18-22 km avec des munitions conventionnelles et jusqu'à 27-40 km avec des munitions à portée étendue. Il est équipé d'un système de rechargement semi-automatique ce qui lui permet d'atteindre une cadence de tir de 8 coups par minute.
Chaque véhicule peut transporter 28 obus de 122 mm qui sont stockés à l'arrière de la cabine dans des conteneurs scellés, on compte un total de 168 obus pour une batterie de 6 véhicules.
Une fois que le canon est entré en position de tir, 2 vérins hydrauliques avant et 2 pelles arrière peuvent être automatiquement abaissés pour augmenter la stabilité. Comme pour le PCL-161 la transition entre le mode de transport et de tir est très rapide et peut s'effectuer en environ 1 minutes ce qui réduit les risques de la contrebatterie ennemi. Il peut également être facilement transporté par avion ou hélicoptère grâce à son faible poids.

## Déploiement
En avril 2020, au moins 6 PCL-171 ont été déployés lors d'un exercice d'entraînement dans un lieu inconnu.

## Opérateurs
- Chine: Force terrestre de l'Armée populaire de libération – 120 unités à partir de 2022[8].